# Diocesi di Tremitonte
Tremitonte (in latino Tremithusia) è una sede titolare vescovile della Chiesa cattolica.

## Storia
Tremitonte, 7 chilometri ad est dell'odierna Athīenou, è un'antica sede episcopale di Cipro dipendente dall'arcidiocesi di Salamina; Trimithounta è ancora oggi il nome di una delle diocesi greco-ortodosse della Chiesa ortodossa di Cipro (Ιεράς Μητροπόλις Τριμυθούντος), il cui vescovo risiede a Idalion.
La diocesi è documentata per la prima volta al concilio di Nicea del 325, dove secondo la tradizione partecipò il vescovo san Spiridone, benché il suo nome non appaia nella lista dei vescovi ricostruita da Heinrich Gelzer; un prelato di nome Spiridone si trova anche tra i vescovi ciprioti presenti al concilio di Sardica (circa 344). Al concilio Costantinopoli del 381 era presente il vescovo Teopompo. I sinassari greci ricordano poi i vescovi Arcadio e Nestore, di incerta collocazione cronologica. Il più importante vescovo di Tremitonte fu Teodoro, che prese parte al concilio di Costantinopoli del 680-681 in qualità di locum tenens del metropolita Epifanio di Cipro, e che scrisse una biografia di san Giovanni Crisostomo. Ultimo vescovo noto è Giorgio, che assistette al secondo concilio di Nicea nel 787.
La piana di Tremitonte vide nel 1191 lo scontro finale tra le truppe di Riccardo cuor di leone e Isacco Comneno di Cipro, in seguito al quale l'isola passò in mano ai Crociati. Questi provvidero a istituire la gerarchia di rito latino con il beneplacito di papa Celestino III. Tremitonte tuttavia non fu compresa tra le diocesi latine e venne soppressa (1222). La sede greca è stata restaurata nel 2007.
Dal XVIII secolo Tremitonte è annoverata tra le sedi vescovili titolari della Chiesa cattolica; la sede è vacante dal 3 gennaio 1966.

## Cronotassi dei vescovi titolari
- Johann Andreas Seelmann † (1º giugno 1772 - 8 ottobre 1789 deceduto)
- Nicola Francesco Franchi † (1º giugno 1795 - 26 giugno 1805 nominato vescovo di Penne e Atri)
- Francesco Scipione Dondi dall'Orologio † (23 settembre 1805 - 18 settembre 1807 nominato vescovo di Padova)
- Robert Logan † (24 agosto 1824 - 11 gennaio 1827 succeduto vescovo di Meath)
- Maxime-Paul Brulley de La Brunière, M.E.P. † (11 marzo 1844[3] - luglio 1846 deceduto)
- Ferdinand Hubertus Hamer, C.I.C.M. † (21 giugno 1878 - 25 luglio 1900 deceduto)
- Julian Cáceres Negrón † (15 aprile 1901 - 26 marzo 1904 deceduto)
- Louis-Gabriel-Xavier Jantzen, M.E.P. † (16 febbraio 1925 - 11 aprile 1946 nominato arcivescovo di Chongqing)
- Gerard Marie Franciscus van Velson, O.P. † (31 maggio 1950 - 11 gennaio 1951 nominato vescovo di Kroonstad)
- Réginald Duprat, O.P. † (29 giugno 1952 - 13 febbraio 1954 deceduto)
- André-Jean-Baptiste Pioger † (25 gennaio 1955 - 31 marzo 1961 nominato vescovo di Séez)
- Cândido Rubens Padín, O.S.B. † (25 giugno 1962 - 3 gennaio 1966 nominato vescovo di Lorena)